# ماكسي موراليس
ماكسي موراليس (بالإسبانية: Maximiliano Nicolás Moralez)‏ لاعب كرة قدم أرجنتيني مواليد 27 فبراير 1987م، بدأ مسيرة الكروية في نادي راسينغ الأرجنتيني .

## وصلات خارجية
- ماكسي موراليس على موقع الاتحاد الدولي (مؤرشف)  (الإنجليزية)
- ماكسي موراليس على موقع الدوري الأمريكي (الإنجليزية)
- ماكسي موراليس على موقع قاعدة بيانات كرة القدم.إي يو (الإنجليزية)
- ماكسي موراليس على موقع ناشيونال فوتبول تيمز (الإنجليزية)
- ماكسي موراليس على موقع Soccerway.com (الإنجليزية)
- ماكسي موراليس على موقع عالم كرة القدم.نت (الإنجليزية)
- ماكسي موراليس على موقع AS.com (الإسبانية)